# XYZ (album)
XYZ è il primo album dei XYZ, pubblicato nel 1989 per l'etichetta discografica Enigma Records.

## Tracce
1. Maggy (Diglio, Fontaine, Ilous) 4:40
2. Inside Out (Diglio, Fontaine, Ilous) 4:10
3. What Keeps Me Loving You (Diglio, Fontaine, Ilous) 4:42
4. Take What You Can (Diglio, Fontaine, Ilous) 4:28
5. Follow the Night (Diglio, Fontaine, Ilous) 3:25
6. Come on N' Love Me (Diglio, Fontaine, Ilous) 3:49
7. Souvenirs (Fontaine, Ilous) 3:56
8. Tied Up (Diglio, Fontaine, Ilous) 4:14
9. Nice Day to Die (Diglio, Fontaine, Ilous) 5:06
10. After the Rain (Diglio, Fontaine, Ilous) 2:50

Tracce bonus della versione giapponese
1. You Got Me Wrong

Tracce bonus del remaster del 2001, Axe Killer
1. On the Blue Side of the Night

## Formazione
- Terry Ilous - voce
- Marc Diglio - chitarra
- Patt Fontaine - basso
- Paul Monroe - batteria